# Lamothe-Montravel
Lamothe-Montravel é uma comuna francesa na região administrativa da Nova Aquitânia, no departamento Dordonha. Estende-se por uma área de 11,63 km². Em 2010 a comuna tinha 1 374 habitantes (densidade: 118,1 hab./km²).